# アロインス化粧品
株式会社アロインス化粧品（アロインスけしょうひん）は、大阪府大阪市住吉区に本社を置く化粧品の製造販売メーカーである。

## 概要
西日本化粧品工業会正会員。

## 脚註
1. ↑  西日本 正会員（ア行） - 西日本化粧品工業会